# Chaetocneme
Chaetocneme es un género de lepidópteros ditrisios de la subfamilia Pyrginae  dentro de la familia Hesperiidae.

## Especies
- Chaetocneme antipodes
- Chaetocneme beata
- Chaetocneme callixenus
- Chaetocneme caristus
- Chaetocneme critomedia
- Chaetocneme denitza
- Chaetocneme editus
- Chaetocneme helirius
- Chaetocneme lunula
- Chaetocneme morea
- Chaetocneme naevifera
- Chaetocneme porphyropis
- Chaetocneme sphintifera
- Chaetocneme sombra
- Chaetocneme tenuis
- Chaetocneme trifenestrata
- Chaetocneme triton